# Elena Zuasti
Elena Zuasti (Montevideo, 18 mei 1935 - aldaar, 8 april 2011) was een Uruguayaans actrice en comédienne.
Na haar studies slaagde ze erin om zich bij de "Comèdia Nacional" te voegen waar ze bleef tot 1976. Zuasti was een van de eerste Uruguayaanse actrices die ook op de radio te horen was. Vele Europese theaterstukken paste ze zelf aan naar de Uruguayaanse normen, waaronder die van Samuel Beckett.
Ze overleed op 8 april 2011 terwijl ze bezig was met het uitvoeren van een theaterstuk, vermoedelijk ten gevolge van een hartaanval.